# Сабренька
Сабренька — река в России, протекает по территории Бабушкинского района Вологодской области. Устье реки находится в 4 км по правому берегу реки Вотча. Длина реки составляет 12 км.
Исток находится в болотах в 30 км к северо-востоку от Села имени Бабушкина и в 52 км к юго-востоку от Тотьмы. Река протекает по заболоченной, лесистой и ненаселённой местности, генеральное направление течения — на запад. Впадает в Вотчу около деревни Зеленик.

## Данные водного реестра
По данным государственного водного реестра России относится к Двинско-Печорскому бассейновому округу, водохозяйственный участок реки — Северная Двина от начала реки до впадения реки Вычегда, без рек Юг и Сухона (от истока до Кубенского гидроузла), речной подбассейн реки — Сухона. Речной бассейн реки — Северная Двина.
По данным геоинформационной системы водохозяйственного районирования территории РФ, подготовленной Федеральным агентством водных ресурсов:
- Код водного объекта в государственном водном реестре — 03020100312103000008527
- Код по гидрологической изученности (ГИ) — 103000852
- Код бассейна — 03.02.01.003
- Номер тома по ГИ — 03
- Выпуск по ГИ — 0